# RIKEN
RIKEN (jap.: 理研) je veliki prirodoznanstveni istraživački institut u Japanu. Osnovan 1917. godine, RIKEN danas broji preko 3,000 znanstvenika raspoređenih na 7 kampusa diljem Japana, s tim da se glavni nalazi u gradu Wakō, nedaleko od Tokija. RIKEN je nezavisna administrativna institucija čije je službeno ime na japanskom (jap.:Rikagaku Kenkyūjo|理化学研究所), a na engleskom Institut za fizikalna i kemijska istraživanja.
RIKEN provodi istraživanja iz mnogih područja znanosti, uključujući i fiziku, kemiju, biologiju, medicinu, inženjering i informatiku, a ona sežu od elementarnih eksperimenata do primijenjene znanosti. RIKEN je većim dijelom financiran od strane japanske vlade, s godišnjim budžetom od oko ¥88,000,000,000 ($760,000,000).

## Predsjednici
- Haruo Nagaoka (1958. – 1966.)
- Shirō Akahori (1966. – 1970.)
- Toshio Hoshino (1970. – 1975.)
- Shinji Fukui (1975. – 1980.)
- Tatsuoki Mijajima (1980. – 1988.)
- Minoru Oda (1988. – 1993.)
- Akito Arima (1993. – 1998.)
- Shunichi Kobajashi (1998. – 2003.)
- Rijōji Noijori (2003.–danas)

## Poznati znanstvenici
- Dairoku Kikuchi, matematičar, prvi ravnatelj RIKEN-a
- Kikunae Ikeda, otkrio mononatrijev glutaminat i umami okus
- Hantaro Nagaoka, postulator saturnijskog modela atoma
- Toshio Takamine, specijalist na polju spektroskopije
- Kotaro Honda, izumio KS željezo
- Umetaro Suzuki, otkrio vitamin B1
- Torahiko Terada, fizičar i esejist
- Yoshio Nishina, vodeći atomski fizičar čiji su suradnici bili Bohr, Einstein, Heisenberg i Dirac
- Ukichiro Nakaya, fizičar i esejist
- Seishi Kikuchi, fizičar, objasnio Kikuchijeve linije
- Shinichiro Tomonaga, dobitnik Nobelove nagrade za fiziku (1965.)
- Hideki Yukawa, dobitnik Nobelove nagrade za fiziku (1949.)
- Rijōji Noijori, aktualni predsjednik, dobitnik Nobelove nagrade za kemiju (2001.)
- Tadashi Watanabe, vođa računalnog centra
- Masatoshi Takeichi, vođa centra za razvojnu biologiju